# Glossogobius brunnoides
Glossogobius brunnoides is een straalvinnige vissensoort uit de familie van grondels (Gobiidae). De wetenschappelijke naam van de soort is voor het eerst geldig gepubliceerd in 1951 door Nichols.